# Карл Левенштайн
Карл Левенштайн (також Карл Левенштейн, англ. Karl Loewenstein, 9 листопада 1891, Мюнхен, Німецька імперія — 10 липня 1973, Гайдельберг, Німеччина) — німецький юрист і політолог, який вважається одним з провідних дослідників конституційного права у ХХ столітті, один з ініціаторів запровадження в німецьких університетах політичної науки як самостійної академічної дисципліни і автор теоретичних основ концепції «войовничої демократії» для протидії антидемократичим масовим рухам та здатності демократії захистити себе перед автократіями.

## Життєпис
Карл Левенштайн народився в 1891 році в єврейській родині у Мюнхені. Навчався в університетах Мюнхена, Гайдельберга, Парижа, Берліна. У 1918 році розпочав адвокатську практику у Баварії. У 1919 році отримав ступінь доктора права у Мюнхенському університеті. У 1920-х роках Левенштайн продовжив навчання і розпочав юридичну практику в галузі міжнародного комерційного права. У 1931 році він закінчив аспірантуру з порівняльного державного управління і почав працювати за сумісництвом викладачем права у Мюнхенському університеті.

### Еміграція до США
Після того, як у 1933 році до влади в Німеччині прийшла нацистська партія Адольфа Гітлера, Карл Левенштайн емігрував до США і два роки працював викладачем політичних наук у Єльському університеті. У 1936 році він став керівником кафедри політології та юриспруденції в Емгерстському коледжі. Невдовзі після отримання американського громадянства, зайнявся адвокатурою у Массачусетсі і почав активно публікувати свої наукові публікації про європейські та південноамериканські нацистські та фашистські рухи. Він опублікував академічний огляд того, як нацисти змінювали під ідеологічні потреби Цивільний кодекс Німеччини протягом трьох років після приходу до влади, обгрунтовував те, що «націонал-соціалізм є антиліберальним та антиіндивідуалістичним, тобто ірраціональним, містичним і романтичним», а за своєю суттю є тоталітарним аж до релігійної одержимості».
У 1939 році Меморіальний фонд Джона Саймона Ґуґґенгайма присудив Левенштfйну стипендію, яка дозволила йому поїхати до Латинської Америки для проведення досліджень. Після підписання Атлантичної хартії 1941 року, яка визначала американські та британські цілі для світу після закінчення Другої світової війни, Американський юридичний інститут запросив Левенштайна і Ернста Рабеля приєднатися до групи міжнародних експертів як представників німецької правової традиції. 
Цей комітет надав поради щодо підготовки Заяви про фундаментальні права людини. Левенштайн стверджував, що права людини можуть бути реалізовані лише в демократіях, і сформулював право кожного на участь в управлінні, яке було прийнято як стаття 16: «[кожен] має право брати участь в управлінні своєю державою», що відповідало обов’язку держави «підкорятися волі народу, що проявляється за допомогою демократичних виборів». Між 1942 і 1944 роками Левенштайн працював у Міністерстві юстиції США. У 1943 і 1944 роках Левенштайн також завершив роботу в Управлінні зовнішньої економіки США.

### Денацифікація
Коли завершилась Друга світова війна, Карл Левенштайн скористався можливістю працювати консультантом Союзного військового уряду окупованих територій (AMG) Західній Німеччині. Він прибув до Берліна у липні 1945 року і разом з двадцятьма іншими юристами працював у юридичному відділі військово-окупаційної адміністрації США, якому було доручено реформувати правову структуру Німеччини. Видатний німецький юрист Карл Шмітт одразу став об'єктом інтересу адміністрації, оскільки американський військовий губернатор окупованої Німеччини Люсіус Клей розпорядився, щоб інтелектуальні прибічники нацистського режиму також були засуджені на Нюрнберзькому трибуналі.
Левенштайн отримав завдання розслідувати участь Шмітта у політичному режимі нацистів. Він був заарештований без звинувачень у вересні 1945 року, а колекція його книг конфіскована для аналізу. У листопаді Левенштайн завершив звіт у справі його арешт, який засвідчив значний вплив Шмітта у нацистській Німеччині і його авторитет у світі як дослідника тоталітарних та фашистських рухів з особливим впливом у Франції, Іспанії та Латинській Америці. Слідчий комітет звільнив Карла Шмітта у жовтні 1946 року лише для того, щоб його надалі Осип Флехтхайм викликав на Нюрнберзький процес.
Левенштеан подорожував окупованою союзниками Німеччиною протягом 15 місяців і допомагав ідентифікувати суддів, адвокатів і професорів права, яким варто заборонити подальшу роботу у німецькій юриспруденції. Будучи одним із трьох німецьких юристів, які працювали в юридичному відділі, він виконував обов’язки офіцера розвідки та проводив інтерв’ю з представниками німецької юридичної професії. Колеги назвали Левенштейна «папою денацифікації» за його зусилля щодо реформування Асоціації юристів Німеччини. Йому вдалося зробити німецьку адвокатуру незалежною від політичного контролю.

### Мюнхенський університет
У 1946 році Карл Левенштайн відмовився від пропозиції стати професором історії права в Ерлангенському університеті у Нюрнберзі. У період між 1949 і 1952 роками він проводив роботу із створення факультету політології в Німеччині. Починаючи з 1949 року Левенштайн прочитав кілька лекцій про природу політичної науки. До нього приєдналися інші політичні емігранти Франц Нейман, Фердинанд Герменс і Олександр Рюстов у спробі створити незалежний факультет політології, який розробляв методології дослідження в автономії від таких університетських предметів, як філософія, історія та юриспруденція. Левенштайн вважав факультети політології США еталоном для академічної дисципліни і нарікав, що німецька академічна традиція виходила з помилкових уявлень, оскільки вона розглядала політичну владу як готичну силу з демонічними характеристиками любові та віри. Левенштайн, який сам був професором політології в США, категорично не погоджувався з таким підходом. Він розглядав політологію як самостійну університетську дисципліну, оскільки «влада все більше і більше розглядається як динамічна інфраструктура соціально-політичних інститутів».
Політичні науки були впровадженні як окремий університетський предмет у післявоєнній Німеччині, де 16 колишніх єврейських політичних емігрантів протягом 1950-х і 1960-х років були призначені штатними професорами політології у ФРН, а Ернст Френкель, Осип Флехтхайм і Ріхард Левенталь отримали професорські посади в НДР. У той час як університети Західної Німеччини присудили професорські звання Арнольду Бергштрассеру, Генріху Брюнінгу, Фердинанду Герменсу, Фріцу Морштейну Марксу і Еріку Фьогеліну. Левенштайн переслідував власні академічні амбіції, і після політичного маневрування його призначили професором політології в Мюнхенському університеті. Юридичний факультет, члени якого були переважно колишніми прихильниками нацизму, вважав його призначення суперечливим. Коли нацистська партія здобула владу у 1933 році. Левенштайн працював викладачем права у Мюнхенському університеті. Він був змушеним покинути факультет та еміграцію після того, як зайняли його робочий кабінет.
Карлу Левенштайну було 65 років, коли його призначили, і згодом офіційно звільнили від викладання у Мюнхенському університеті, щоб він міг продовжувати свою професорську посаду і основне місце проживання у США.

## Войовнича демократія
Вперше свого обґрунтування концепція «войовничої демократії» набула завдяки німецькому конституціоналісту Карлу Левенштайну. У своїй праці «Войовнича демократія та фундаментальні права», опублікованій у 1937 році, він закликав демократичні країни до самозахисту, охарактеризувавши цей захист так: «із вогнем потрібно боротися вогнем». Згодом її розвинув Джордж ван ден Берг, голландський теоретик у галузі конституційного права.
У 1937 році Карл Льовенштайн опублікував дві статті в журналі "The American Political Science Review", в яких аналізував крах Веймарської республіки і крах демократій на європейському континенті після Першої світової війни. Він стверджував, що слабким європейським демократіям бракувало ефективних інструментів для захисту від сучасних антидемократичних рухів. Левенштайн ввів термін «войовнича демократія» ((нім.)streitbare Demokratie, англ. Militant Democracy), яким він описував готову до самозахисту демократію, яка була оснащена надійними конституційними механізмами, щоб протистояти автократії, яка шляхом всенародного голосування отримувала владу у рамках демократичних інституції.
Левенштайн узагальнив свій академічний аналіз нацистського та фашистського захоплення влади у Європі у 1930-х роках і дійшов висновку, що вороги демократії будуть використовувати свободи, гарантовані демократією, щоб вивести з ладу демократичний порядок зсередини, водночас наполягаючи на своєму розумінні прав людини, гарантовані верховенством права. Він переконував, що демократична держава, яка хоче вижити і зберегтись, повинна бути готова застосувати надзвичайні повноваження і тимчасово призупиняти фундаментальні права людини, якщо інституційне верховенство закону саботується або використовується для повадення демократичного режиму. Левенштайн стверджував, що фашизм не мав інтелектуального ядра, а натомість покладався на емоційність, з якою неможливо боротися нормативними демократичними засобами. Він стверджував, що «з вогнем слід боротися вогнем» і що перед обличчям труднощів потрібна більш «дисциплінована» демократія.

## Конституційна теорія
У 1958 році Карл Левенштайн опублікував власну книгу про конституційну теорію (нім. Verfassungslehre), яка була кілька разів перевидана. Він класифікував конституції відповідно до їх впливу на верховенство права і розрізняє три типи конституцій. 
Нормативна конституція є цілком ефективною, політична система відповідає положенням конституції, а політики зв’язані законом. Номінальна конституція не є цілком ефективною, оскільки практична реалізація конституційних положень перешкоджає політичним та економічним структурам влади або тому, що закони, як правило, не застосовуються сумлінно. 
Левенштайн класифікував конституції, які відображають політичне бачення, але не мали впливу на верховенство права, як семантичні. Він стверджував, що країни Західного світу зазвичай мають нормативні конституції, а також висунув теорію про те, що держави з колоніальною чи феодальною соціальною структурою, найбільш ймовірно, матимуть номінальну конституцію.

## Праці
- Minderheitsregierung in Großbritannien. Verfassungsrechtliche Untersuchungen zur neuesten Entwicklung des britischen Parlamentarismus. Munich: Schweitzer, 1925, first in: Annalen des deutschen Reiches 56/58 (1923/1925).
- Erscheinungsformen der Verfassungsänderung. Verfassungsrechtsdogmatische Untersuchungen zu Artikel 76 der Reichsverfassung, Tübingen 1931.
- Hitler's Germany: The Nazi Background to War New York, MacMillan, 1939.
- Political power and the governmental process. Chicago, The University of Chicago Press, 1957.
- Verfassungsrecht und Verfassungspraxis der Vereinigten Staaten Berlin, Springer, 1959.
- Staatsrecht und Staatspraxis Großbritanniens Berlin, Springer-Verlag, 1967, 2 Vols.
- Kooptation und Zuwahl. Über die autonome Bildung privilegierter Gruppen. Alfred Metzner Verlag, Frankfurt am Main 1973, ISBN 3-7875-5230-8.
- Loewenstein K. Militant Democracy and Fundamental Rights. Comparative constitutionalism: Cases and materials. St. Paul: LEG, 2016. P. 1588.